# Давід Лазар
Давід Лазар (рум. David Lazar, нар. 8 серпня 1991, Орадя) — румунський футболіст, воротар клубу «КС Університатя». Провів один матч за національну збірну Румунії.

## Клубна кар'єра
Народився 8 серпня 1991 року в місті Орадя. Вихованець футбольної школи клубу «Пандурій». Для отримання ігрової практики 1 серпня 2010 року був відправлений в оренду до нижчолігового клубу «Воїнца» (Сібіу), де і дебютував на дорослому рівні 28 серпня 2010 року в матчі Ліги II проти клубу «Міовень» (0:0). Всього за сезон відіграв 15 матчів і пропустив лише 4 голи.
2011 року Лазар повернувся у «Пандурій», за який дебютував 4 травня 2011 року в матчі Ліги I проти «Тиргу-Муреша» (0:1). У сезоні 2012/13 його команда посіла друге місце в турнірній таблиці, ставши віце-чемпіоном Румунії, тим не менш Лазар залишався запасним воротарем, зігравши за три роки лише 24 гри чемпіонату.
В результаті 16 січня 2014 року Лазар перейшов на правах оренди у «Ботошані». Дебютував за нову команду 2 березня 2014 року в матчі Ліги II проти «Брашова» (2:1) і загалом за півтора сезони провів за клуб 22 гри у чемпіонаті і ще дві у кубку. Повернувшись у рідний «Пандурій» 2016 року Лазар залишився резервним воротарем, тим не менш 4 серпня 2016 року дебютував у єврокубках, зігравши у матчі кваліфікації Ліги Європи проти «Маккабі» (Тель-Авів), втім його команда програли 162 і вилетіла з турніру. Наприкінці 2016 року у Лазара закінчився контракт із «Пандурієм», і він залишився без клубу.
9 березня Лазар підписав контракт з данським «Вайле» до кінця сезону і приєднався до команди перед другим туром чемпіонату, оскільки у команди були серйозні проблеми з воротарем: основний воротар, словак Павол Байза отримав травму під час зимових зборів і ще не був повністю готовий до гри, а його дублер, американець Майкл Ленсінг отримав вилучення у першій грі проти «Сківе», а через кілька днів пошкодив ногу на тренувальному полі і став недоступним для ігор на кілька тижнів. Завдяки цьому вже 12 березня румунський воротар дебютував за клуб у матчі другого туру чемпіонату проти «Хобро». Однак матч вийшов вкрай невдалим і його клуб програв з рахунком 1:5, після чого Лазар більше не провів жодної гри за данський клуб до завершення сезону. Тим не менш завдяки дебюту румунський голкіпер став сьомим іноземним воротарем клубу за весь час і першим гравцем з Румунії, який зіграв за команду у чемпіонаті.
В липні 2017 року Лазар повернувся на батьківщину і підписав контракт з клубом «Астра» (Джурджу). У новій команді теж спочатку не був основним воротарем, дебютувавши 25 жовтня 2017 року в матчі Кубка Румунії проти «Конкордії» (3:0), а у Лізі I дебютував 3 листопада 2017 року в матчі проти «Універсітаті» (2:2). З сезону 2018/19 Лазару вдалрося витіснити з основи Пламена Ілієва і румун став основним воротарем команди з Джурджу, яким був наступні три сезони своєї ігрової кар'єри, зігравши загалом 80 ігор чемпіонату.
Влітку 2021 року Лазар перейшов у «КС Університатя» (Крайова), де став дублером італійця Мірко Пільячеллі, але після його уходу в липні 2022 року став основним воротарем «студентів». Станом на 3 серпня 2022 року відіграв за крайовську команду 7 матчів у національному чемпіонаті.

## Виступи за збірні
Протягом 2011—2012 років залучався до складу молодіжної збірної Румунії. На молодіжному рівні зіграв у 4 офіційних матчах, пропустив 4 голи.
11 листопада 2020 року Лазар зіграв свій перший та єдиний матч у складі національної збірної Румунії в товариській грі проти збірної Білорусі (5:3)
| Дата       | Місто    | Господарі | Результат | Гості    | Турнір           | Голи | Примітки |
| ---------- | -------- | --------- | --------- | -------- | ---------------- | ---- | -------- |
| 11-11-2020 | Бухарест | Румунія   | 5 – 3     | Білорусь | товариський матч | -3   |          |
| Усього     |          | Матчів    | 1         |          | Голів            | -3   |          |

## Титули і досягнення
- Володар Суперкубка Румунії (1):

КС Університатя (Крайова): 2021